# Droga krajowa nr 123 (Kostaryka)
Droga krajowa nr 123 (hiszp. Ruta Nacional Secundaria 123/Ruta 123) – jedna z dróg krajowych w Kostaryce. Znajduje się ona w prowincjach Alajuela i Heredia.

## Opis
W prowincji Alajuela droga krajowa nr 123 przebiega przez kanton Alajuela (przez dystrykty Alajuela i Desamparados).
W prowincji Heredia droga krajowa nr 123 przebiega przez kanton Santa Bárbara (przez dystrykty Santa Bárbara de Heredia, San Pedro de Santa Bárbara i San Juan de Santa Bárbara) oraz kanton Flores (przez dystrykty San Joaquín de Flores, Barrantes i Llorente).